# Groot Spui (Brussel)

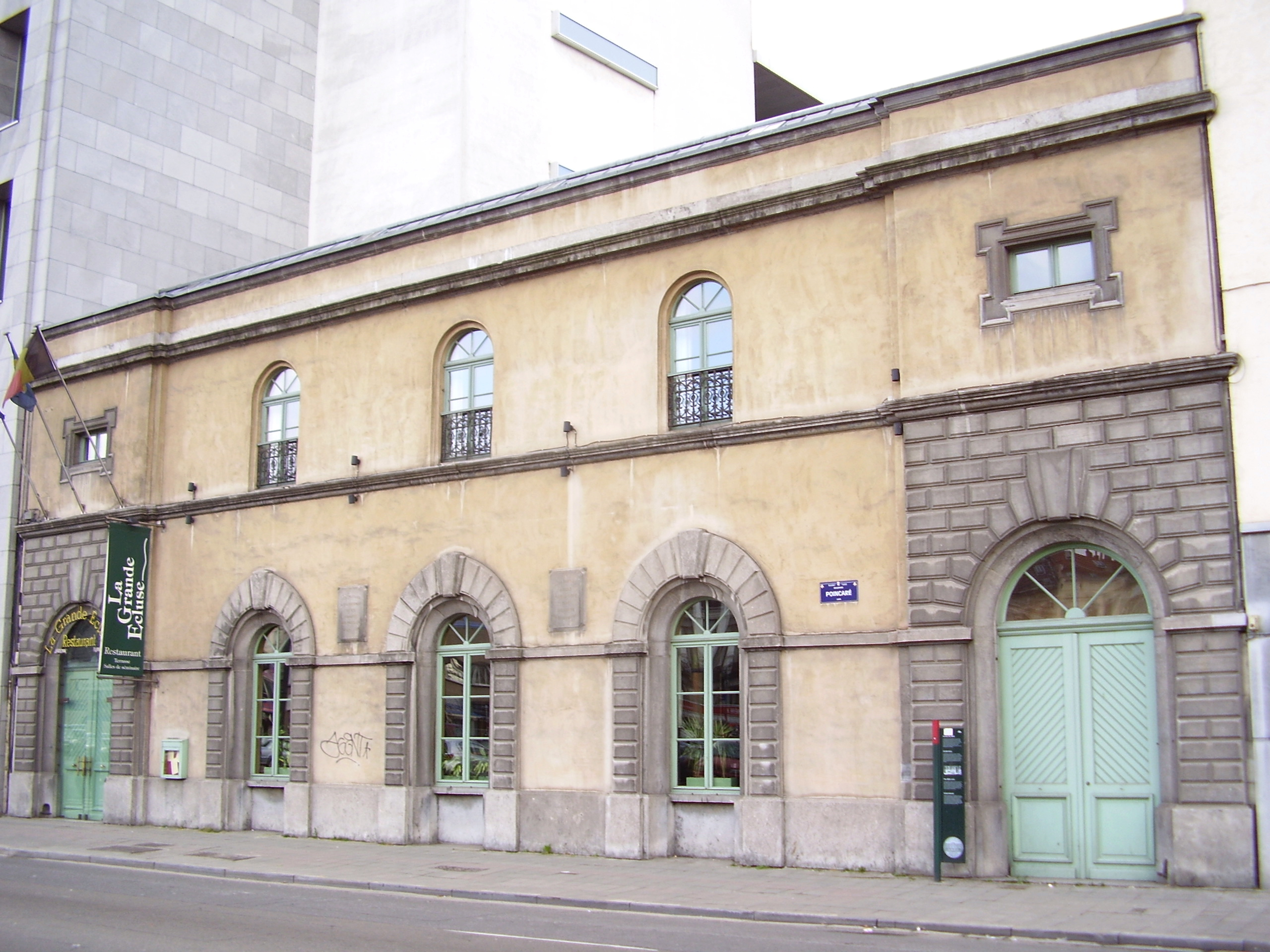
Het Groot Spui van Suys

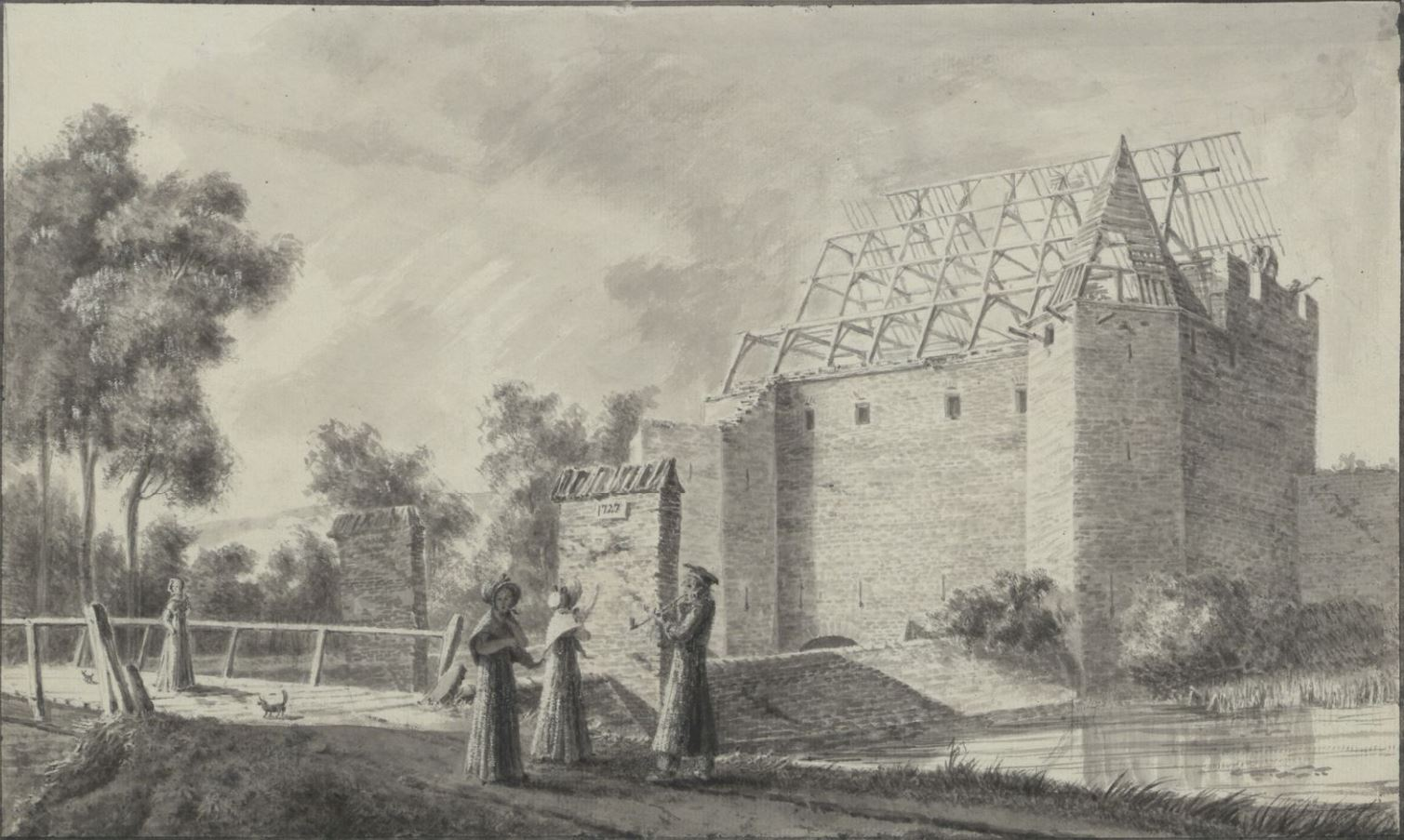
Afbraak van het middeleeuwse Grote Spui afgebeeld door Vitzthumb. Bemerk de Duivelsbrug links en het water in de stadswallen rechts.

Het Groot Spui van Brussel was een versterkte spuisluis op de tweede stadsomwalling. Het gebouw is begin 19e eeuw afgebroken met de rest van de stadsmuur en even verderop in neoklassieke gedaante heropgebouwd.

## Geschiedenis
Bij de bouw van de tweede stadsomwalling vanaf 1357 werd een spui voorzien op de plek waar de Zenne de stad binnenkwam. Er bestaat enige onzekerheid of dit kunstwerk van bij de aanvang aanwezig was, want pas in 1427 is een eerste vermelding bewaard (als Bleykeryespoy, naar de oude Bleykerye kwartiernaam). Anders dan het zogenaamde Oude Spui op de eerste omwalling (aan het huidige Fontainasplein), was het Groot Spui of Blekerijspui bedoeld om het debiet te regelen en de stad te behoeden voor overtollig water. Het was geen waterpoort die scheepvaart toeliet. Gelijkaardige Zenneovergangen op de tweede omwalling waren het Ransvoortspui en stroomafwaarts het Lakenspui. Het Groot Spui lag aan de Duivelsbrug en had twee torentjes aan veldzijde. In het gebouw was een goed deel van de stedelijke graanvoorraad opgeslagen.
In het begin van de 19e eeuw werd de bovenbouw van het spui afgebroken om plaats te maken voor de wandelboulevards van Jean-Baptiste Vifquain. Het was architect Auguste Payen senior die het middeleeuwse spui kocht voor 3.400 frank. Hij liet het in 1807-1808 slopen op de onderbouw na, waarin het spuimechanisme nog functioneerde tot het in 1841 eveneens werd ontmanteld. Ondertussen werd een nieuw Groot Spui gebouwd naar ontwerp van Auguste Payen junior. Dit neoklassieke gebouw, dat gereed kwam in 1840, lag in het midden van de huidige Zuidlaan, in de as van de stadswal die richting Anderlechtsepoort nog met water was gevuld. Het had drie bogen gelijkvloers en drie rechthoekige vensters op de eerste verdieping. De deur- en vensterlijsten waren van blauwe hardsteen. Het sluiten van de spuien wanneer de Zenne zwol, leidde onder meer in 1839, 1850 en 1866 tot overstromingen in Anderlecht en Molenbeek.
Bij de overwelving van de Zenne kreeg het Groot Spui in 1869-1871 een derde incarnatie. Het verhuisde naar de overkant van de huidige Poincarélaan op grondgebied Anderlecht. Architect Léon-Pierre Suys behield het uitzicht van de neoclassicistische voorgevel maar voegde aan weerszijden een travee met een monumentale deur toe. Dit derde spui was in gebruik van 1871 tot 1955. De twee sluisdeuren werden bediend door hydraulische cilinders, nog steeds te zien in de zaal op de benedenverdieping. De Zenne stroomde via twee kokers van 6 meter breed en 4,5 meter hoog onder de nieuw aangelegde centrale lanen. Op de eerste verdieping was de woning van de sluiswachter. Ze werd in 1903 heringericht, waarbij de drie rechthoekige vensters vervangen zijn door openslaande deuren met balustrades.
De omleiding van de Zenne en de bouw van een ondergronds spui aan de Ninoofsepoort zorgde ervoor dat het Groot Spui in 1955 zijn functie verloor. Het leegstaande gebouw werd in 1984 beschermd en kreeg vanaf 1994 een renovatie door de architecten Vincent Nève de Mervergnies en Jos Vandenbreeden. Op het gelijkvloers kwam het restaurant La Grande Ecluse. Een metalen mezzanine, opgehangen in de grote benedenruimte, herinnert aan de Duivelsbrug. Bij een nieuwe renovatie in 2010 werden grote tekeningen van François Schuiten aangebracht in het restaurant.